# Nannocharax maculicauda
Nannocharax maculicauda är en fiskart som beskrevs av Richard P. Vari och Géry, 1981. Nannocharax maculicauda ingår i släktet Nannocharax och familjen Distichodontidae. IUCN kategoriserar arten globalt som livskraftig. Inga underarter finns listade i Catalogue of Life.